# Čen Čeng
Čen Čeng (tradicionalni kineski: 陳誠; pojednostavljeni kineski: 陈诚; Hanju pinjin: Chén Chéng) (4. siječnja 1897. – 5. ožujka, 1965.), kineski politički i vojni vođa, bio je jedan od vođa Kuomintanga u Drugom kinesko-japanskom ratu i Kineskom građanskom ratu. Nakon preseljenja na Tajvan pred kraj Građanskog rata, bio je guverner Tajvana, potpredsjednik Republike Kine i premijer Republike Kine. Predstavljao je Republiku Kinu u posjetima u SAD. Pomogao je inicirati posjedne reforme i smanjiti poreze, što je komunizam na Tajvanu učinilo nepopularnim, jer su seljaci bili u mogućnosti posjedovati zemlju. Njegov velik ugled traje i danas.  Njegov alias bio je Čen Cir-Šu (陳辭修; pinjin: Chén Cíxiū).

## Životopis

### Mladost
Čen Čeng rođen je u Ćingtianu, Džeđiang, maturirao je u Baodinškoj vojnoj akademiji (保定軍校) 1922. godine, a na Vampoašku akademiju upisao se dvije godine kasnije. Ovdje je prvi put sreo Čang Kaj Šeka, koji je u akademiji bio instruktor. Čeng se kasnije pridružio Narodnoj revolucionarnoj vojsci da sudjeluje u Sjevernoj ekspediciji 1927. godine.

### Napredak u vojsci
Tijekom Sjeverne ekspedicije, Čeng je pokazao svoje izvrsne sposobnosti vodstva. U samo jednu godinu vojne karijere, napredovao je od zapovjednika bojne do divizijskog zapovjednika.
Nakon Ekspedicije, Čeng je postao aktivan u borbi protiv vojnih diktatora. Uspjesi u tim borbama omogućili su mu još veće napredovanje u vojsci. Ovaj put postaje zapovjednikom 18. revolucionarne armije.

### Borbe protiv komunista
Početkom 1931. godine Čeng je dobio zadatak sudjelovanja u gušenju Narodno-oslobodilačke armije Kine, vojske pod komandom Komunističke partije. U raznim kampanjama potrage za glavnim komunističkim snagama, Čeng je pretrpio teške gubitke. U petoj kampanji protiv komunista konačno ih je uspio pobijediti, prisiljavajući njihovu vojsku da krenu na svoj epski Dugi marš.
Kampanje protiv komunističke vijske završene su nakon incidenta u Šianu, kad su Čang Kaj Šek i njegovo osoblje bili prisiljeni na suradnju s komunistima u ratu s Japanom.

### Rat
Čeng odlazi u Hubei da zapovjeda u Bitci kod Vuhana tijekom godine 1938. Vuhan je bio privremeni stožer Kineske vojske. Japanci su uz velike gubitke uspjeli poraziti Kineze i 25. listopada 1938. godine zauzeti Vuhan.
Godinu kasnije, Čeng je počeo zapovjedati u Bitci kod Čangša, Bitci kod Jičanga i Bitci kod Zapadnog Hubeija. Godine 1943., postavljen je za zapovjednika Kineskih ekspedicijskih snaga na Burmi, i bio je njihov zapovjednik dok ga zbog bolesti nije zamijenuo Vei Li-haung.
Nakon Drugog kinesko-japanskog rata, Čeng je postao zapovjednik Generalštaba. Slijedio je naredbe Čang Kaj Šeka, te krenuo u napad na područja koja su "oslobodili" komunisti, tj. Narodno-oslobodilačka armija Kine. Time je ponovno pokrenut Kineski građanski rat.
Godine 1947. Čeng odlazi u Mandžuriju zapovjedati snagama Narodne revolucionarne vojske u borbama protiv komunista. Tu je pretrpio od nekoliko teških poraza, gubeći tako oko pola milijuna vojnika. Zbog toga je smijenjen 1948. godine.

### Tajvan
Kai-šek je Čenga postavio na položaj guvernera Tajvana 1949. godine, planirajući od Tajvana stvoriti uporište Kuomintanga. Nakon što su se nacionalističke snage povukle na Tajvan, Čeng postaje civilni član Vlade, kao potpredsjednik Izvršnog odbora Kuomintanga, potpredsjednik i premijer Republike Kine.
Za svoga boravka na Tajvanu, uveo je razne posjedne i ekonomske reforme, te razvio rekonstrukciju Tajvana. Također je zaslužan za razvijanje nekoliko ranijih projekata.

### Smrt
Čeng je preminuo od tumora jetre 1965. godine. Iz memorijalnog parka u Taipeiu, gdje je prvobitno bio sahranjen i gdje se nalazi i njemu posvećen muzej, njegovi kremirani posmrtni ostatci u kolovozu 1995. godine premješteni su u Fo Guang Šan (kineski mahajana budistički samostan) u okrugu Kaošiung.

## Obitelj
Vjenčao se s Tan Šang, kćeri Tan Jankaia, bivšega kineskog premijera. Čeng i supruga imali su sina, Čen Li-ana, koji je također postao političar i izgubio predsjedničke izbore na Tajvanu.

## Vanjske poveznice
|  | Zajednički poslužitelj ima stranicu o temi Chen Cheng |